# Joppa macrojoppides
Joppa macrojoppides là một loài tò vò trong họ Ichneumonidae.